# سرمایه‌گذاری یونیون
سرمایه‌گذاری یونیون (انگلیسی: Union Investment)  
شرکت سرمایه‌گذاری آلمانی است، که در سال ۱۹۵۶ تأسیس شد. 